# Skam (serie de televisión)
Skam (en español: Vergüenza) es una serie de televisión noruega sobre la vida cotidiana de los adolescentes en Hartvig Nissen, una escuela en el rico distrito de Frogner en el West End de Oslo. Fue producida por NRK P3, que es parte de NRK. La serie se basa en la web y se emitió principalmente en el sitio web de NRK. Cada temporada se enfoca en un personaje diferente para representar los problemas y tópicos comunes de los jóvenes en la actualidad. La serie intenta eliminar el estigma alrededor de estos asuntos al empezar una discusión abierta sobre ellos. Los tópicos tratados de la serie incluyen problemas con la identidad, las relaciones románticas y/o sexuales, la homosexualidad, la religión, la enfermedad mental, el acoso sexual, el abuso, el ciberacoso y el trastorno alimenticio, entre otros.

## Personajes
Los siguientes son personajes en Skam:
- Eva Kviig Mohn (personaje principal de la 1.ª temporada - personaje recurrente en la 2.ª, 3.ª y 4.ª temporada), interpretada por Lisa Teige. Conocemos a Eva y a su reciente novio Jonas en la primera temporada, quien acaba de terminar una relación con la mejor amiga de Eva, Ingrid. Su relación con Jonas es complicada y le resulta difícil confiar en él, lo que finalmente la lleva a engañarlo y, en última instancia, conduce a su ruptura al final de la primera temporada. Eva vive en casa con una madre ocupada y comienza en la escuela Hartvig Nissen ("Nissen") en 2015 junto con sus amigos y excompañeros de clase (Jonas, Ingrid, Sara e Isak). Al perder a sus ex mejores amigas Ingrid y Sara debido a su relación con Jonas, comienza nuevas amistades con Noora, Chris, Vilde y Sana en Nissen. Después de la primera temporada, Eva es retratada principalmente como una fiestera extrovertida y promiscua.
- Noora Amalie Sætre (personaje principal de la 2.ª temporada - personaje recurrente en la 1.ª, 2.ª, 3.ª y 4.ª temporada), interpretada por Josefine Frida Pettersen. Noora es retratada como un personaje seguro, inteligente y servicial en las temporadas uno y dos. Sin embargo, en la segunda temporada, se revela que ella tiene algunas inseguridades después de todo. Vive con dos compañeros de piso y no tiene contacto con sus padres. A diferencia de sus amigos Eva, Chris y Vilde, a Noora no le gusta beber ni ligar con chicos. Cuando el playboy de la escuela, William, continúa coqueteando con ella a pesar de varios rechazos, finalmente se interesa por él, pero debido a sus prejuicios, le resulta difícil aceptarlo. Terminan en una relación al final de la segunda temporada. En las temporadas tres y cuatro, Noora enfrenta complicaciones en su relación con William.
- Isak Valtersen (personaje principal de la 3.ª temporada - personaje recurrente en la 1.ª, 2.ª y 4.ª temporada), interpretado por Tarjei Sandvik Moe. Isak es un amigo íntimo de Eva y Jonas en la primera temporada. En ella, Noora y Eva encuentran pornografía homosexual en el teléfono de Isak, generando sospechas sobre su orientación sexual. La tercera temporada sigue la lucha de Isak por aceptar su sexualidad y cómo en el proceso conoce a Even. Ambos se enamoran rápidamente el uno del otro y comienzan a verse en secreto. Sin embargo, Isak aleja a Even (quien padece un trastorno bipolar), al revelar que no quiere estar cerca de personas con trastornos mentales, debido a sus traumáticas experiencias con su madre. Después de luchar contra sus sentimientos por Even, Isak decide salir del armario con su mejor amigo Jonas, y finalmente con otras personas cercanas. Al final, tras una discusión con sus amigos, Isak llega a comprender mejor la situación de Even y se reúne con él al darse cuenta de que le quiere, aceptando los obstáculos creados por su trastorno.
- Sana Bakkoush (personaje principal de la 4.ª temporada - personaje recurrente en la 1.ª, 2.ª y 3.ª temporada), interpretada por Iman Meskini. La mayor lucha de Sana a lo largo de la serie es vivir el estilo de vida musulmán tradicional y el estilo de vida tradicional de los noruegos al mismo tiempo. Sana es retratada como decidida y elocuente, pero se enfrenta a los prejuicios constantes de sus compañeros, sus padres y las personas que conoce en la calle, lo que en ocasiones lleva a Sana a tomar decisiones irracionales. Esto llega a su punto máximo cuando Sana acosa cibernéticamente de forma anónima a su compañera de clase Sara, que quiere excluir a Sana de su russefeiring-squad. A diferencia de Eva, Noora e Isak, ella tiene una estrecha relación con su familia. En la temporada 4, se enamora de Yousef, quien inicialmente piensa que es musulmán, pero resulta que no lo es. Después de los intentos iniciales de distanciarse de él, parecen acercarse más tarde en la temporada.
- William Magnusson, interpretado por Thomas Hayes.
- Even Bech Næsheim, interpretado por Henrik Holm.
- Vilde Hellerud Lien, interpretada por Ulrikke Falch.
- Jonas Noah Vasquez, interpretado por Marlon Langeland.
- Chris Berg, interpretada por Ina Svenningdal.
- Christoffer "Chris" Schistad, interpretado por Herman Tømmeraas.
- Magnus Fossbakken, interpretado por David Alexander Sjøholt.
- Kasper Folkestad, interpretado por Arthur Hakalahti.
- Sara Nørrstelien, interpretada por Kristina Ødegaard.
- Nikolai Magnusson, interpretado por Fredrik Vildgren.
- Emma W. Larzen, interpretada por Ruby Dagnall.
- Mahdi Disi, interpretado por Sacha Kleber Nyiligira.
- Ingrid Theis Gaupseth, interpretada por Cecilie Martinsen.
- Eskild Tryggvasson, interpretado por Carl Martin Eggesbø.
- Elias, interpretado por Elias Selhi.
- Iben, interpretada por Celine Nordheim.
- Sonja, interpretada por Theresa Frostad Eggesbø.
- Yousef Acar, interpretado por Cengiz Al.
- Adam Malik, interpretado por Adam Ezzari.
- Elias Bakkoush, interpretado por Simo Mohamed Elhbabi.
- Mikael Øverlie Boukhal, interpretado por Yousef Hjelde Elmofty.
- Mutasim Tatouti, interpretado por Mutasim Ahmed.
- Jamilla, interpretada por Juweria Hassan.

## Episodios

### Temporada 1
La primera temporada consta de once episodios y se centra en la adolescente de dieciséis años, Eva Kviig Mohn. Otros personajes recurrentes son sus amigas Sana, Chris, Vilde y Noora, quien protagoniza la segunda temporada. La historia trata de la complicada relación entre Eva y su novio, Jonas Vasquez. Esta temporada incluye temas importantes como el feminismo, la soledad, la dependencia personal, las pertenencias, relaciones tóxicas, promiscuidad, amistad y la islamofobia.
| Núm. general | Episodio | Título                                                                                                  | Duración | Fecha de emisión original |
| ------------ | -------- | --- | -------- | ------------------------- |
| 1            | 1        | "Du ser ut som en slut" (Pareces una puta)                                                              | 20 min   | 25 de septiembre de 2015  |
| 2            | 2        | "Jonas, dette er helt dust" (Jonas, esto es completamente estúpido)                                     | 17 min   | 2 de octubre de 2015      |
| 3            | 3        | "Vi er de største loserne på skolen" (Somos las mayores perdedoras de la escuela)                       | 17 min   | 9 de octubre de 2015      |
| 4            | 4        | "Go for it din lille slut" (Anda, pequeña perra)                                                        | 15 min   | 16 de octubre de 2015     |
| 5            | 5        | "Hva er det som gjør deg kåt?" (¿Qué te pone caliente?)                                                 | 19 min   | 23 de octubre de 2015     |
| 6            | 6        | "Man vet når gutter lyver" (Se sabe cuando los chicos mienten)                                          | 23 min   | 30 de octubre de 2015     |
| 7            | 7        | "Tenker alltid det er meg det er noe gale med" (Siempre creo que soy yo el problema cuando algo va mal) | 20 min   | 13 de noviembre de 2015   |
| 8            | 8        | "Hele skolen hater meg" (Toda la escuela me odia)                                                       | 24 min   | 20 de noviembre de 2015   |
| 9            | 9        | "Man er det man gjør" (Eres lo que haces)                                                               | 21 min   | 27 de noviembre de 2015   |
| 10           | 10       | "Jeg tenker du har blitt helt psyko" (Creo que te has vuelto completamente loca)                        | 21 min   | 4 de diciembre de 2015    |
| 11           | 11       | "Et jævlig dumt valg" (Una decisión realmente estúpida)                                                 | 35 min   | 11 de diciembre de 2015   |

### Temporada 2
La segunda temporada se centra en Noora Amalie Sætre y su relación con William Magnusson. La trama va sobre el amor intenso que viven ambos personajes, totalmente opuestos entre sí. También de temas como la amistad, el feminismo, los trastornos alimenticios, la imagen personal, la violencia, las violaciones sexuales y la crisis contemporánea de los refugiados en relación con la democracia noruega. La relación continúa en la tercera y cuarta temporada. Thomas Hayes (William "Willhelm" Magnusson) en la tercera temporada sale de la serie para ingresar a la serie Elven. Aparece en los tres capítulos finales de la cuarta y última temporada.
| Núm. general | Núm. de temporada | Título                                                                                         | Duración | Fecha de emisión original |
| ------------ | ----------------- | ---------------------------------------------------------------------------------------------- | -------- | ------------------------- |
| 12           | 1                 | "Om du bare hadde holdt det du lovet" (Ojalá hubieras cumplido tus promesas)                   | 26 min   | 4 de marzo de 2016        |
| 13           | 2                 | "Du lyver til en venninne og skylder på meg" (Le mientes a una amiga y me echas la culpa a mí) | 26 min   | 11 de marzo de 2016       |
| 14           | 3                 | "Er det noe du skjuler for oss?" (¿Nos estás ocultando algo?)                                  | 36 min   | 18 de marzo de 2016       |
| 15           | 4                 | "Jeg visste det var noe rart med henne" (Sabía que a ella le pasaba algo raro)                 | 29 min   | 25 de marzo de 2016       |
| 16           | 5                 | "Jeg er i hvert fall ikke sjalu" (De verdad que no estoy celosa)                               | 32 min   | 1 de abril de 2016        |
| 17           | 6                 | "Jeg vil ikke bli beskytta" (No quiero que me protejan)                                        | 24 min   | 22 de abril de 2016       |
| 18           | 7                 | "Noora, du trenger pikk" (Noora, necesitas un pene)                                            | 24 min   | 29 de abril de 2016       |
| 19           | 8                 | "Du tenker bare på William" (Solo piensas en William)                                          | 41 min   | 6 de mayo de 2016         |
| 20           | 9                 | "Jeg savner deg så jævlig" (Te echo tanto de menos)                                            | 22 min   | 13 de mayo de 2016        |
| 21           | 10                | "Jeg skal forklare alt" (Te lo voy a explicar todo)                                            | 49 min   | 20 de mayo de 2016        |
| 22           | 11                | "Husker du seriøst ingenting?" (¿En serio que no te acuerdas de nada?)                         | 30 min   | 27 de mayo de 2016        |
| 23           | 12                | "Vil du flytte sammen med meg?" (¿Te mudarías conmigo?)                                        | 50 min   | 3 de junio de 2016        |

### Temporada 3
La tercera temporada consta de diez episodios y el personaje principal es Isak Valtersen. La historia es sobre su relación con un chico mayor, Even Bach Næshim. En la tercera temporada se ven reflejados temas como la homosexualidad, la identidad sexual, la autenticidad, la religión, la amistad y las enfermedades mentales. Esta temporada es la más conocida de la serie a nivel internacional por su contenido de apoyo a la comunidad LGBTIQ+.
| Núm. general | Núm. de temporada | Título                                                                          | Duración | Fecha de emisión original |
| ------------ | ----------------- | ------------------------------------------------------------------------------- | -------- | ------------------------- |
| 24           | 1                 | "Lykke til, Isak" (Buena suerte, Isak)                                          | 27 min   | 7 de octubre de 2016      |
| 25           | 2                 | "Du er over 18, sant?" (Tienes más de 18 años, ¿no?)                            | 26 min   | 14 de octubre de 2016     |
| 26           | 3                 | "Nå bånder dere i overkant mye" (Ahora empiezan a pegarse demasiado)            | 22 min   | 21 de octubre de 2016     |
| 27           | 4                 | "Keen på å bade" (Deseando nadar)                                               | 20 min   | 28 de octubre de 2016     |
| 28           | 5                 | "Samme tid et helt annet sted" (Mismo tiempo, un lugar completamente diferente) | 30 min   | 4 de noviembre de 2016    |
| 29           | 6                 | "Escobar season" (Temporada Escobar)                                            | 19 min   | 18 de noviembre de 2016   |
| 30           | 7                 | "Er du homo?" (¿Eres gay?)                                                      | 23 min   | 25 de noviembre de 2016   |
| 31           | 8                 | "Mannen i mitt liv" (El hombre de mi vida)                                      | 30 min   | 2 de diciembre de 2016    |
| 32           | 9                 | "Det går over" (Pasará)                                                         | 18 min   | 9 de diciembre de 2016    |
| 33           | 10                | "Minutt for minutt" (Minuto a minuto)                                           | 33 min   | 16 de diciembre de 2016   |

### Temporada 4
La cuarta y última temporada consta de 10 episodios y tiene como protagonista al personaje de Sana Bakkoush. El primer episodio se transmitió por primera vez en Noruega el 14 de abril del 2017. El 12 de mayo la serie hizo una pausa, dejando la primera parte de esta temporada y regresando el 21 del mismo mes. En esta temporada se ven reflejados los temas de la religión islámica, la destrucción de la imagen personal, el ciberbullying, los amores prohibidos, la amistad y el Periodo Noruego de Celebración del Russefeiring.
En el episodio final de la serie cambia el personaje a "clip por clip", centrándose en historias cortas de los personajes que no tienen su propia temporada. Las historias incluyen temas como el alcoholismo de los padres, las deudas bancarias, el rechazo del amor, los celos, la amistad, el apoyo mutuo de las relaciones y el miedo al abandono con respecto a los demás.
| Núm. general | Núm. de temporada | Título                                                                | Duración | Fecha de emisión original |
| ------------ | ----------------- | --------------------------------------------------------------------- | -------- | ------------------------- |
| 34           | 1                 | "Du hater å henge med oss" (Odias salir con nosotros)                 | 25 min   | 14 de abril de 2017       |
| 35           | 2                 | "Jeg er gutt, jeg får ikke hat" (Soy un chico, no me odian)           | 18 min   | 21 de abril de 2017       |
| 36           | 3                 | "Hva mener du om drikking?" (¿Qué opinas sobre beber?)                | 28 min   | 28 de abril de 2017       |
| 37           | 4                 | "Allah hadde digget deg" (Alá te amará)                               | 30 min   | 5 de mayo de 2017         |
| 38           | 5                 | "Hvis du er trist er jeg trist" (Si tú estás triste, yo estoy triste) | 27 min   | 12 de mayo de 2017        |
| 39           | 6                 | "Har du en dårlig dag?" (¿Tienes un mal día?)                         | 30 min   | 26 de mayo de 2017        |
| 40           | 7                 | "Vi må stå sammen" (Tenemos que permanecer unidos)                    | 36 min   | 2 de junio de 2017        |
| 41           | 8                 | "De største loserne på skolen" (Las mayores perdedoras de la escuela) | 35 min   | 9 de junio de 2017        |
| 42           | 9                 | "Livet smiler" (La vida sonríe)                                       | 48 min   | 16 de junio de 2017       |
| 43           | 10                | "Takk for alt" (Gracias por todo)                                     | 59 min   | 24 de junio de 2017       |

## Recepción
En promedio, aproximadamente 192 000 espectadores vieron la primera temporada, siendo el primer episodio uno de los más vistos de todos los tiempos en NRK TV online. En la primera semana de junio del 2016, la transmisión de Skam era responsable de la mitad del tráfico en NRK TV. La serie obtuvo buenas críticas y fue alabada por tratar temas importantes como el abuso sexual. Martine Lunder Brenne llamó a Skam en Verdens Pandilla en noviembre del 2016 "La serie de televisión más fresca de Noruega", especialmente por el manejo de la homosexualidad durante la tercera temporada. El diario NATT&DAG la seleccionó como la mejor serie de televisión de 2015.
Durante la tercera temporada, la serie fue capaz de lograr también una audiencia extranjera, y por lo tanto a NRK le solicitaron añadir subtítulos en inglés a los episodios de Skam online. Las peticiones fueron rechazadas y NRK aclaró que la decisión fue debida a las licencias de la música utilizadas a lo largo de la serie, que complicarían la disponibilidad de la serie fuera de Noruega. También controlaron internet y sus intentos no oficiales de publicar vídeos con subtítulos en inglés en la red.

## Adaptaciones en otros países
Cada una de las adaptaciones realizadas en otros países sigue el formato de la serie noruega original: cada día de la semana actualiza al sitio oficial unos clips, posts de redes sociales, y/o mensajes de texto entre los personajes, y al final de la semana lanza todos los clips para formar un episodio completo así que cada episodio representa lo que sucede a lo largo de la semana. Se han confirmado que habrá dos remakes adicionales a los existentes pero no existe información alguna de ello.

### SKAM France (2018-2023)
SKAM France lanzó dos temporadas bajo la dirección de David Hourregue en el invierno y primavera de 2018. Las temporadas 3 y 4 se han estrenado en el año 2019, finalizando el 4 de junio de este año. Es transmitido a través de la plataforma de streaming france.tv slash. La temporada 5 se estrenó a principios de 2020 que tiene como protagonista a Arthur y la 6 enfocada en Lola, hermana menor de Daphne (Vilde), se estrenó en abril del 2020. La temporada 7 se estrenó en enero del 2021 que tiene como protagonista a Tiffany, personaje secundario en la anterior temporada, y está confirmada una octava temporada. El 22 de febrero del 2023, se presentó un teaser de la 11.ª temporada que se estrenaría en el mismo año. Es la adaptación más extensa de SKAM. El 7 de mayo del 2023 se estrenó la 12.ª y última temporada.

### DRUCK (2018-En curso )
DRUCK (en español: Presión) es la adaptación alemana de SKAM. Lanzada al mismo tiempo que las versiones de Francia, los Estados Unidos e Italia. En julio estrenó su cuarta temporada.
Actualmente Sigue con nuevas temporadas; pero contando la historia de nuevos personajes (algunos relacionados con los anteriores)

### SKAM Austin (2018-2019)
La versión de SKAM estadounidense se llama SKAM Austin y está situada en la ciudad de Austin, Texas. Es dirigida por Julie Andem, la creadora de la serie original. La serie se renovó para una segunda y última temporada que se estrenó en el 2019.

### SKAM Italia (2018- en curso)
La versión italiana de la serie es producida por TIMvision y Cross Productions y tiene lugar en Roma. La serie fue renovada para una tercera temporada que se estrenó en 2019. Durante el verano siguiente a la tercera temporada, TIMvision canceló la serie, para luego ser renovada en otoño por Netflix para una cuarta temporada. En 2021 Netflix anunció estar preparando una quinta temporada para el 2022. La quinta temporada se estrena en Netflix el 1 de septiembre de 2022 para un total de 10 episodios. El 26 de enero de 2023 Netflix anuncia que la sexta temporada está en producción.

### SKAM España(2018-2020)
En otoño de 2018, Movistar+ y la productora Zepelin TV hicieron público el remake español de la serie bajo el mismo formato que la serie original. La primera temporada sigue al personaje de Eva (Alba Planas), contando la historia original, aunque cambiando muchos detalles. A diferencia de los demás remakes este ha sido el único que no ha seguido la historia original al pie de la letra, ya que la segunda temporada trata sobre Cris (Irene Ferreiro), que hace de Chris en la versión Noruega, y Joana (Rizha) adaptándolo a la trama de Isak y Even.
La tercera temporada sigue a Nora (Nicole Wallace) y a Viri (Celia Monedero), esta última hace de Vilde en Skam España. La trama de Nora no se centra en la historia de amor entre Nora y Alejandro (Fernando Lindez), William, sino que presentan a un nuevo personaje llamado Miquel (Álex Villazán) y se tratan las relaciones tóxicas y el maltrato psicológico. 
La cuarta temporada va sobre Amira (Hajar Brown) que interpreta a Sana. Su historia de amor también es muy diferente a la de Sana y Yousef en Skam Noruega; en esta versión se enamora de Dani (Lucas Nabor), el hermano mayor de Cris.

### SKAM NL (2018-2019)
SKAM NL (abreviación del holandés Nederland), es el remake de los Países Bajos. Estrenó su primera temporada en 2018 y fue renovada para una segunda que se estrenó en 2019. Después de una larga espera, el remake finalmente se canceló en septiembre del 2019 con tan solo dos temporadas.

### wtFOCK (2018-2023)
Es la adaptación belga que estrenó su primera temporada sin previo aviso el 7 de octubre de 2018, ya que no se conocía que este país iba a producir una adaptación. La segunda temporada fue estrenada el 22 de abril de 2019, confirmándose una tercera temporada para el otoño de 2019. Para su cuarta temporada, presentaron un personaje original el cual estrenó su historia el 4 de septiembre de 2020. Su última temporada fue estrenada el 23 de abril de 2021 y culminada el 25 de junio de 2021.

## Premios
En los premios de televisión noruegos Gullruten 2016 Skam ganó cinco: "Mejor serie de drama", "Mejor nueva serie", "Innovación del año", "Mejor edición de una serie de drama" (Ida Vennerød Kolstø) y "Recién llegado del año" (Julie Andem y Mari Magnus). Al año siguiente, en los mismos premios, Skam ganó: "Mejor Escrito de Drama" y "Mejor Dirección de Drama" y "Mejor escena del año" y la categoría del "Voto del público".